# Euceratia castella
Euceratia castella är en fjärilsart som beskrevs av Thomas de Grey Walsingham 1881. Euceratia castella ingår i släktet Euceratia och familjen höstmalar, Ypsolophidae. Inga underarter finns listade i Catalogue of Life.